# 光棍俱乐部
《光棍俱乐部》（英語：Bachelor Party）是一部1984年上映的美国性喜剧电影,由尼尔·伊斯雷尔执导，伊斯雷尔和帕特·普夫特编剧，汤姆·汉克斯、阿德里安、威廉·泰珀和陶妮·基坦主演。影片围绕着一群男人在朋友里克·加斯科（汉克斯饰）的婚礼前夜为他举办的单身派对，以及他是否能继续对未婚妻黛比（基泰恩饰）保持忠诚展开。

## 演员
- 汤姆·汉克斯 饰演 Richard Ernesto "Rick" Gassko
- 陶妮·基坦（英语：Tawny Kitaen） 饰演 Deborah Julie "Debbie" Thompson
- Adrian Zmed 饰演 Jay O'Neill
- George Grizzard 饰演 Ed Thompson
- Barbara Stuart 饰演 Mrs. Thompson
- Robert Prescott（英语：Robert Prescott (actor)） 饰演 Cole Whittier
- William Tepper 饰演 Dr. Stanley "Stan" Gassko
- Wendie Jo Sperber 饰演 Dr. Tina Gassko
- Barry Diamond 饰演 Rudy
- Tracy Smith 饰演 Bobbi
- Gary Grossman 饰演 Gary
- 麥可·杜迪考夫 饰演 Ryko
- Gerard Prendergast 饰演 Mike
- Deborah Harmon 饰演 Ilene
- Kenneth Kimmins 饰演 Parkview Hotel Manager
- Rosanne Katon 饰演 Bridal Shower Hooker
- Christopher Morley（英语：Christopher Morley (actor)） 饰演 She-Tim
- Brett Baxter Clark 饰演 Nick (credited 饰演 Brett Clark)
- Monique Gabrielle 饰演 Tracey (naked)
- Angela Aames 饰演 Mrs. Klupner
- Hugh McPhillips 饰演 Father O'Donnell
- Billy Beck 饰演 Patient
- Milt Kogan 饰演 Restaurant Customer
- Pat Proft 饰演 Screaming Man (Newlywed)
- Tad Horino 饰演 Japanese Businessman
- Toni Alessandrini 饰演 Miss Desiree, exotic dancer with Max the Magical Sexual Mule
- Bradford Bancroft 饰演 Brad

## 制作
这部电影的灵感来自制片人Ron Moler和一群朋友为制片人Bob Israel举办的单身派对。当这个想法开始成形时，电影的几位演员和工作人员都在那个聚会上。
这部电影是在《警察学校 (电影)》成功之后拍摄的。

## 电视剧
2014年10月21日，据报道，美国广播公司(ABC)将根据这部电影开发一部电视剧。